# غماروین
غماروین (به انگلیسی: Ghumarwin) یک منطقهٔ مسکونی در هند است که در بخش بلاسپور (هیماچال پرادش) واقع شده‌است. غماروین ۱۲ کیلومتر مربع مساحت و ۷٬۸۹۹ نفر جمعیت دارد و ۷۰۰ متر بالاتر از سطح دریا واقع شده‌است.